# Catasellia
× Catasellia, (abreviado Ctsl) en el comercio, es un híbrido intergenérico entre los géneros de orquídeas Ansellia × Catasetum. Fue publicado en Orchid Rev.  111(1254, Suppl.): 95 (2003).